# جان بارت (كاتب)
جان بارت (بالإنجليزية: Jean Bart)‏ هي كاتبة سيناريو أمريكية، ولدت في 1879، وتوفيت في 1955.

## وصلات خارجية
- جان بارت على موقع IMDb (الإنجليزية)
- جان بارت على موقع ألو سيني (الفرنسية)
- جان بارت على موقع ألو سيني (الفرنسية)
- جان بارت على موقع أول موفي (الإنجليزية)
- جان بارت على موقع قاعدة بيانات برودواي على الإنترنت (الإنجليزية)
- جان بارت على موقع قاعدة بيانات الفيلم (الإنجليزية)
- جان بارت على موقع كينوبويسك (الروسية)